# Бельцова, Александра Митрофановна
Александра Бельцова (латыш. Aleksandra Beļcova; 17 марта 1892, Сураж, Черниговская губерния — 1 февраля 1981, Рига) — латвийская и советская художница, член объединений «Рижская группа художников» и «Зелёная ворона», художница мастерской по росписи фарфоровых изделий «Балтарс».

## Биография
Родилась в крестьянской семье. Отец — Митрофан Бельцов — за заслуги был удостоен дворянского титула.
Училась в Пензенской художественной школе (1912—1917), дополнительно посещала занятия в петроградской мастерской художника Натана Альтмана (1918—1919). По приглашению своего будущего супруга Романа Суты в 1919 году приехала в Латвию.
Была членом «Рижской группы художников» (1920—1924). Выставлялась с 1920 года, в том числе в групповых выставках объединения «Зелёная ворона». (1927—1931). Персональные выставки: Рига (1928, совместно с Романом Сутой, 1962, 1972), Тукумс (1963), Ленинград (1972, 1973), Лиепая (1974), Юрмала (1977). Памятные выставки: Рига (1984), Лиепая и Мадона (1985), Валмиера (1986).
Член Союза художников с 1945 года. Работала в технике масла, пастели, акварели. Главным образом портрет и натюрморт. Вместе с мужем принимала участие в работе мастерской росписи по фарфору Балтарс (1924—1929).
Наиболее известные живописные работы: «Белая и чёрная» (1925), «Портрет Аустры Озолини-Краузе» (1927), «Теннисистка» (1928).
Похоронена в Риге на Лесном кладбище.
В 2008 году в Риге открыт музей, посвящённый творчеству Александры Бельцовой и Романа Суты.

## Семья
Муж, Роман Сута — художник; дочь, Татьяна Сута — искусствовед; внучка, Инга Сута — музыкант.